# Сподній Габрник
Сподній Габрник (словен. Spodnji Gabrnik) — поселення в общині Рогашка Слатина, Савинський регіон, Словенія. Висота над рівнем моря: 258,8 м.